# 서주환
서주환(徐宙桓, 1999년 6월 24일~)은 대한민국의 축구 선수로, 포지션은 골키퍼이다. 현재 FC 서울 소속이다.

## 구단 경력
서주환은 울산 현대 축구단의 산하 유소년 팀인 현대고등학교 출신으로, 울산 현대의 우선 지명을 받은 후 울산대학교 축구부에 입단하였다.
2020 시즌을 앞두고, 울산 현대 축구단와 프로 계약을 체결하면서 프로 무대에 입문했다. 12월 3일 카타르 자심 빔 하마드 스타디움에서 열린 상하이 선화와의 아시아 챔피언스리그 조별리그 6차전 경기에서 프로 데뷔전을 치렀다.
2022 시즌 중 여름이적시장을 통해 FC 서울로 이적하였다.